# C-waarde (genetica)
De C-waarde (Engels: C-value) is de hoeveelheid DNA die voorkomt in een haploïde celkern (bijvoorbeeld in een geslachtscel) van eukaryote organismen.  De C-waarde is de helft van de hoeveelheid DNA die een diploïde lichaamscel bevat. In veel gevallen, met name bij diploïde organismen, is de C-waarde gelijk aan de genoomgrootte, maar bij polyploïde levensvormen verwijst de term ook naar twee of meer genomen die in één celkern voorkomen. De term raakte sinds de jaren 1950 in zwang onder genetici en biologen, maar het begrip is niet precies gedefinieerd.
De C-waarde verschilt enorm tussen soorten organismen. Bij dieren varieert de waarde tussen verschillende soorten met een factor tot ruim 3300, en bij landplanten varieert ze met een factor tot ongeveer 1000. De grootte van de C-waarde staat niet in verband met de complexiteit van het organisme, of met het aantal genen in zijn genoom; sommige eencellige protisten hebben bijvoorbeeld genomen die veel groter zijn dan die van mensen. Het inzicht dat genoomgrootte losstaat van de complexiteit van een individu staat bekend als de C-value paradox. De ontdekking dat het genoom van eukaryoten grotendeels uit niet-coderend DNA bestaat, gaf een mogelijke verklaring voor dit onbegrepen probleem.
Het hoe en waarom van de enorme verschillen in C-waarde tussen verschillende soorten eukaryoten is nog niet geheel duidelijk. Wel is inmiddels bekend dat de C-waarde van een gegeven soort organisme correlereert met een reeks kenmerken, waaronder celgrootte, celdelingssnelheid en, afhankelijk van het taxon, lichaamsgrootte, stofwisselingsactiviteit, ontwikkelingssnelheid, orgaancomplexiteit, geografische spreiding of uitstervingsrisico.